# Vacutainer
Vacutainer est une marque déposée de Becton-Dickinson. Elle a été développée en 1947 par Joseph Kleiner et est apposée sur une série de tubes sous-vide utilisés pour effectuer des prélèvements sanguins, ainsi que sur un support appelé "tulipe" permettant l'adaptation d'une aiguille d'un côté et de ces tubes de l'autre. Depuis, ce terme est souvent utilisé de manière beaucoup plus large pour désigner tous les tubes sous vide, y compris ceux d'autres fabricants,,. Ces tubes sont maintenant en polypropylène et sont utilisés en biologie médicale humaine et en pathologie clinique animale, où leurs conditions d'utilisation sont parfois différentes, une des causes de la variabilité préanalytique en biologie vétérinaire,

## Principe
Le vaisseau sanguin est d'abord ponctionné avec l'aiguille hypodermique qui est connectée à un plastique translucide. L'aiguille fait un deuxième trou et quand un tube sous vide est poussé sur cette l'aiguille, son capuchon en caoutchouc est percé. Le vide dans le tube aspire le sang. Le tube est ensuite retiré et un autre peut être inséré et rempli de la même façon. Il est important de retirer le tube avant de retirer l'aiguille, sinon, elle peut, en se retirant, aspirer les tissus qu'elle traverse ce qui est douloureux.

## Contenu des tubes

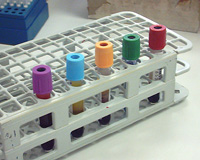
Ensemble de tubes Vacutainer (sans tube gris)

Le tube vert contient un sel dl'héparine. Il permet déterminer l'ionogramme et de mesurer de nombreux analytes biochimiques. L'héparine empêche le sang de coaguler sans apporter d'ions  (en général, on utilise de l'héparinate de lithium qui ne fausse pas les résultats de l'ionogramme).
Le tube lavande contient de l'EDTA. Il permet principalement d'effectuer la NFS (numération formule sanguine).
Le tube bleu contient du citrate. Il permet d'effectuer les tests d'hémostase. Le citrate empêche le sang de coaguler de manière réversible pour permettre les tests d'hémostase.
Le tube gris contient du fluor. Il permet de mesurer la glycémie. Le fluor bloque les enzymes de la glycolyse évitant ainsi les dosages erronés. Cet anticoagulant est également utilisé pour le dosage de certains analytes instables, par exemple pour les lactates.
La centrifugation de ces différents types de tubes contenant des anticoagulants (EDTA, fluor, citrate, héparine), permet de récupérer du plasma et un culot globulaire.
Le tube rouge contient des micro-particules de silice (activateur de coagulation). Il est qualifié de « sec » et permet donc au sang de coaguler. La centrifugation permet de récupérer le sérum. Il permet d'effectuer de nombreux dosage de biochimie (dosage du cholestérol, des triglycérides, de l'acide urique, etc.) ainsi que des analyses d'immunologie.
Le tube jaune contient des granules séparateurs de densité intermédiaire entre celle des cellules sanguines et celle du sérum. Après centrifugation, le gel se retrouve donc au milieu du tube (les cellules en bas et le sérum en haut).